# Keiran J. Dunne
Keiran J. Dunne ist ein US-amerikanischer Translationswissenschaftler und seit 2006 Professor am Institut für angewandte Linguistik der Kent State University (Ohio).

## Leben
Keiran Dunne erwarb an der Universität Rochester (New York) zunächst einen Bachelor in Biologie, bevor er sein Studium an der Universität Rennes 2 mit einer Maîtrise und an der Universität Straßburg mit einem französischen Hochschuldiplom abschloss. Seine Doktorarbeit im Fach Frankreichstudien verfasste er an der Pennsylvania State University.
Als Hochschullehrer und Übersetzungswissenschaftler befasst sich Dunne in erster Linie mit dem Fachgebiet Softwarelokalisierung und dem Einsatz von Projekt-, Qualitäts- und Terminologiemanagementlösungen bei der Bearbeitung von entsprechenden Übersetzungsprojekten. Sein Ziel ist es dabei, pragmatische Herangehensweisen für den Übersetzeralltag zu entwickeln. Dunne bezieht zudem die Themenfelder Maschinenübersetzung und Translation Memories in seine Forschung ein und verknüpft diese mit seiner praktischen Arbeit als freiberuflicher (Software-)Übersetzer für verschiedene amerikanische Unternehmen.

## Mitgliedschaften
- Mitglied des amerikanischen Übersetzerverbands ATA (American Translators Association, seit 2003)
- Mitglied der Gesellschaft für technische Kommunikation (Society for Technical Communication, seit 2007)
- Mitglied des Institute of Localisation Professionals
- Mitglied des Projektmanagementverbands Project Management Institute

## Auszeichnungen
Terminologe des Jahres, SDL Flagman Award, 2005

## Forschungsschwerpunkte
- Software-Lokalisierung, Lokalisierung von Webseiten und Multimedia-Produkten
- Maschinelle Übersetzungen, Computerunterstützte Übersetzungen
- Projektmanagement bei Übersetzungsprojekten
- Qualitätsmanagement bei Übersetzungsprojekten
- Wirtschafts- und Technikübersetzungen

## Publikationen
- (Hrsg.): Perspectives on Localization. John Benjamins, Amsterdam [u. a.] 2006 ISBN 90-272-3189-3
- Zusammen mit Elena S. Dunne (Hrsg.): Translation and Localization Project Management: The Art of the Possible. John Benjamins, Amsterdam [u. a.] 2011 ISBN 90-272-3192-3